# Erwan Nigon
Erwan Nigon, né le 27 septembre 1983 à Riom en France, est un ancien pilote de moto français, qui a participé au championnat du monde de motocyclisme de 2000 à 2005.

## Biographie
En 1999 et 2000, il participe au championnat d'Europe 125cc, terminant 41e sur une Honda lors de la première édition et 22e sur une Yamaha lors de la deuxième saison. Dans la même catégorie, il remporte le titre de champion de France en 2001, et participe en 2000 et 2001 au Grand Prix de France.
En 2002, il passe en catégorie 250cc et participe en même temps au championnat d'Europe où il termine dixième au guidon d'une Honda, ainsi qu'à huit manches du championnat du monde 2002, d'abord au guidon d'une Honda, puis d'une Aprilia. Pendant deux années consécutives, il court sur une Yamaha et obtient son meilleur résultat en 2003 avec une 16e place au classement général.
Il participe ensuite au championnat du monde de Superbike où il remporte le titre français en 2008. En 2009, il participe au Grand Prix des États-Unis du championnat du monde de Superbike au guidon d'une Yamaha YZF-R1 de l'équipe Yamaha France GMT94 IPONE, mais ne termine pas dans les points. Il remporte à nouveau le titre national Superbike en 2010 et est vice-champion l'année suivante.
En 2012, il s'engage dans le championnat allemand de Superbike (de) avec une BMW S 1000 RR de l'équipe Alpha Technik - Van Zon, remportant le championnat avec 258 points, trois victoires, sept podiums, une pole position et deux tours les plus rapides.

## Résultats en championnat du monde

### Par saison
| Année | Cat.  | Moto    | 1      | 2      | 3       | 4       | 5      | 6       | 7      | 8       | 9       | 10      | 11     | 12     | 13      | 14      | 15      | 16      | Classement | Points |
| ----- | ----- | ------- | ------ | ------ | ------- | ------- | ------ | ------- | ------ | ------- | ------- | ------- | ------ | ------ | ------- | ------- | ------- | ------- | ---------- | ------ |
| 2000  | 125cc | Yamaha  | RSA -  | MAL -  | JPN -   | SPA -   | FRA 20 | ITA -   | CAT -  | NED -   | GBR -   | GER -   | CZE -  | POR -  | VAL -   | BRA -   | PAC -   | AUS -   | -          | 0      |
| 2001  | 125cc | Yamaha  | JPN -  | RSA -  | SPA -   | FRA 24  | ITA -  | CAT -   | NED -  | GBR -   | GER -   | CZE -   | POR -  | VAL -  | PAC -   | AUS -   | MAL -   | BRA -   | -          | 0      |
| 2002  | 250cc | Honda   | JPN -  | RSA -  | SPA -   | FRA 20  | ITA -  | CAT -   | NED -  | GBR -   | GER -   | CZE 16  | POR 12 | BRA 13 | PAC 23  | MAL Ret | AUS Ret | VAL 20  | 28e        | 7      |
| 2003  | 250cc | Aprilia | JPN 12 | RSA 17 | SPA Ret | FRA 17  | ITA 17 | CAT 14  | NED 7  | GBR Ret | GER 14  | CZE Ret | POR 16 | BRA 12 | PAC 17  | MAL Ret | AUS 7   | VAL Ret | 16e        | 30     |
| 2004  | 250cc | Yamaha  | RSA 20 | SPA -  | FRA 18  | ITA Ret | CAT 17 | NED Ret | BRA 17 | GER 19  |         |         |        |        |         |         |         |         | 29.º       | 4      |
| 2004  | 250cc | Aprilia |        |        |         |         |        |         |        |         | GBR Ret | CZE Ret | POR 21 | JPN 22 | QAT 12  | MAL Ret | AUS DSQ | VAL -   | 29.º       | 4      |
| 2005  | 250cc | Yamaha  | ESP -  | POR -  | CHN -   | FRA 20  | ITA -  | CAT 13  | NED -  | GBR -   | GER -   | CZE -   | JAP -  | MAL 17 | QAT Ret | AUS Ret | TUR 19  | VAL Ret | 27e        | 3      |

Notes :
| Couleur | Résultat                     |
| ------- | ---------------------------- |
| Or      | Vainqueur                    |
| Argent  | 2e place                     |
| Bronze  | 3e place                     |
| Vert    | Terminé, dans les points     |
| Bleu    | Terminé, pas dans les points |
| Violet  | Abandon (Ab.) ou (Ret)       |
| Violet  | Non classé (NC)              |
| Rouge   | Pas qualifié (DNQ)           |
| Noir    | Disqualifié (DSQ)            |
| Blanc   | Pas au départ (DNS)          |
| Blanc   | Forfait (WD)                 |
| Blanc   | N'a pas participé (DNP)      |
| Blanc   | Blessé (INJ)                 |
| Blanc   | Exclu (EX)                   |
| Blanc   | Course annulée (C)           |